# Miltéfosine
La miltéfosine est un alkyl-lysophospholipide utilisé comme médicament phospholipidique initialement dans le cadre de chimiothérapies mais aussi contre les affections causées par des protozoaires (leishmanioses), comme inhibiteur enzymatique de l'Akt1, voire possiblement contre le VIH.
Son mode d'action n'est pas entièrement élucidé mais reposerait sur l'interférence avec la signalisation lipidique au niveau de la membrane cellulaire pour provoquer l'apoptose des cellules malignes.
Il fait partie de la liste des médicaments essentiels de l'Organisation mondiale de la santé (liste mise à jour en avril 2013).